# Guzeripl
Guzeripl - Гузерипль (rus) és un possiólok de la República d'Adiguèsia, a Rússia. Es troba a la vora del riu Bélaia, a 57 km al sud de Tulski i a 68 km al sud de Maikop.